# دانييل (مغنية)
دانييل جون مارش، والمعروفة بإسم دانييل (بالكورية: 다니엘)‏ هي مغنية أسترالية وكورية جنوبية، ولدت يوم 11 أبريل 2005 في نيوكاسل في أستراليا.

## روابط خارجية
- Danielle Marsh على موقع IMDb (الإنجليزية)
- Danielle Marsh على موقع IMDb (الإنجليزية)
- Danielle Marsh على موقع ميوزك برينز (الإنجليزية)
- Danielle Marsh على موقع أول ميوزيك (الإنجليزية)
- Danielle Marsh على موقع ديسكوغز (الإنجليزية)
- Danielle Marsh على موقع قاعدة بيانات الفيلم (الإنجليزية)